# Лундгрен, Петер
Петер Лундгрен (швед. Peter Lundgren; 29 января 1965, Крамфорс, Вестерноррланд — 22 августа 2024, Сундсвалль) — шведский теннисист и теннисный тренер. Финалист Открытого чемпионата Австралии (1988) в мужском парном разряде, победитель шести турниров Гран-при и ATP-тура (три из них в одиночном разряде). Входил в топ-25 одиночного рейтинга и топ-40 парного. По окончании игровой карьеры тренер Марсело Риоса, Роджера Федерера, Марата Сафина и Стэна Вавринки, а также сборной Великобритании в Кубке Дэвиса.

## Игровая карьера
Лундгрен, в детстве увлекавшийся футболом и хоккеем, начал играть в теннис только в десять лет. Был поклонником Бьорна Борга. Профессиональную карьеру начал в 1983 году. В 1985 году стал чемпионом Швеции в парном разряде и сыграл в своих первых финалах турниров Гран-при как в одиночном, так и в парном разряде (победив в турнире в Кёльне, который начал с квалификации). За один сезон проделал в одиночном рейтинге ATP путь с 265-го до 31-го места. В это время в прессе молодого шведа сравнивали с его кумиром Боргом.
В 1986 году Лундгрен завоевал свой первый титул в турнирах Гран-при в парном разряде, победив в Тель-Авиве, где его партнёром был американец Джон Леттс. На следующий год, начав сезон с тремя победами в 12 матчах в одиночном разряде, заметно усилил игру в августе и до конца года одержал 25 побед в 33 матчах и выиграл два турнира Гран-при, поднявшись с 98-го места в рейтинге в начале сезона до 26-го в конце. Среди соперников, побеждённых Лундгреном за этот период, были вторая ракетка мира Матс Виландер и первая — Иван Лендл. По итогам сезона стал лауреатом награды ATP в номинации «Прогресс года». Несмотря на высокое место, в это время Лундгрен оставался в рейтинге ATP в это время лишь седьмым игроком из Швеции, переживавшей теннисный бум.
В начале 1988 года Лундгрен и британец Джереми Бейтс, будучи несеянными, пробились в финал Открытого чемпионата Австралии в мужском парном разряде, где их остановили американцы Рик Лич и Джим Пью (3-6 2-6 3-6). За остаток сезона Лундгрен сыграл ещё в трёх финалах турниров Гран-при в парном разряде (завоевав титул в Ньюпорте) и в одном — в одиночном, заработав за год почти 180 тысяч долларов.
За 1989 и 1990 годы ещё дважды играл в финалах турниров Гран-при и сменившего его ATP-тура в одиночном разряде и трижды в парном, в том числе добравшись с Бродериком Дайком до финала турнира высшей категории в Торонто после победы над местными фаворитами Грантом Коннеллом и Гленном Мичибатой и завоевав в Сиднее свой третий титул в парном разряде. Завершил игровую карьеру в июле 1995 года, в возрасте 30 лет.

## Место в рейтинге в конце сезона
| Год              | 1984 | 1985 | 1986 | 1987 | 1988 | 1989 | 1990 | 1991 | 1992 | 1993 | 1994 | 1995 |
| ---------------- | ---- | ---- | ---- | ---- | ---- | ---- | ---- | ---- | ---- | ---- | ---- | ---- |
| Одиночный разряд | 265  | 31   | 98   | 26   | 66   | 71   | 65   | 138  | 213  | 254  | 386  | 384  |
| Парный разряд    | 509  | 138  | 104  | 158  | 40   | 266  | 36   | 111  | 178  | 1118 | 502  | 678  |

## Финалы турниров за карьеру
| Легенда                              |
| ------------------------------------ |
| Турниры Большого шлема               |
| Мастерс Гран-при                     |
| ATP Championship Series, Single-Week |
| ATP Championship Series (0-1)        |
| ATP World                            |
| Гран-при (3-2)                       |

| Результат | №  | Дата            | Турнир                  | Покрытие | Соперник в финале | Счёт в финале |
| --------- | -- | --------------- | ----------------------- | -------- | ----------------- | ------------- |
| Победа    | 1. | 27 октября 1985 | Кёльн, ФРГ              | Хард(i)  | Рамеш Кришнан     | 6-3, 6-2      |
| Победа    | 2. | 30 августа 1987 | Рай-Брук, Нью-Йорк, США | Хард     | Джон Росс         | 6-7, 7-5, 6-3 |
| Победа    | 3. | 4 октября 1987  | Сан-Франциско, США      | Ковёр(i) | Джим Пью          | 6-1, 7-5      |
| Поражение | 1. | 6 ноября 1988   | Стокгольм, Швеция       | Хард(i)  | Борис Беккер      | 4-6, 1-6, 1-6 |
| Поражение | 2. | Jul 1989        | Ньюпорт, США            | Трава    | Джим Пью          | 4-6, 6-4, 2-6 |
| Поражение | 3. | 19 августа 1990 | Индианаполис, США       | Хард     | Борис Беккер      | 3-6, 4-6      |

| Результат | №  | Дата            | Турнир                                 | Покрытие | Партнёр          | Соперники в финале          | Счёт в финале |
| --------- | -- | --------------- | -------------------------------------- | -------- | ---------------- | --------------------------- | ------------- |
| Поражение | 1. | 27 октября 1985 | Кёльн, ФРГ                             | Хард(i)  | Ян Гуннарссон    | Алекс Антонич Михил Схаперс | 4-6, 5-7      |
| Поражение | 2. | 6 апреля 1986   | Кёльн                                  | Хард(i)  | Ян Гуннарссон    | Чип Хупер Келли Эвернден    | 4-6, 7-6, 3-6 |
| Победа    | 1. | 12 октября 1986 | Тель-Авив, Израиль                     | Хард     | Джон Леттс       | Дани Виссер Кристо Стейн    | 6-3, 3-6, 6-3 |
| Поражение | 3. | 24 января 1988  | Открытый чемпионат Австралии, Мельбурн | Хард     | Джереми Бейтс    | Рик Лич Джим Пью            | 3-6, 2-6, 3-6 |
| Поражение | 4. | 21 февраля 1988 | Мемфис, США                            | Хард(i)  | Микаэль Пернфорс | Кевин Каррен Дэвид Пейт     | 2-6, 2-6      |
| Победа    | 2. | 10 июля 1988    | Ньюпорт, США                           | Трава    | Келли Джонс      | Дэн Голди Скотт Дэвис       | 6-3, 7-6      |
| Поражение | 5. | 9 октября 1988  | Базель, Швейцария                      | Хард(i)  | Джереми Бейтс    | Якоб Хласек Томаш Шмид      | 3-6 , 1-6     |
| Поражение | 6. | 29 июля 1990    | Торонто, Канада                        | Хард     | Бродерик Дайк    | Пол Аннакон Дэвид Уитон     | 1-6, 6-7      |
| Поражение | 7. | 5 августа 1990  | Лос-Анджелес, США                      | Хард     | Пол Уэкеса       | Скотт Дэвис Дэвид Пейт      | 6-3, 1-6, 3-6 |
| Победа    | 3. | 7 октября 1990  | Сидней, Австралия                      | Хард(i)  | Бродерик Дайк    | Иван Лендл Стефан Эдберг    | 6-2, 6-4      |

## Тренерская карьера

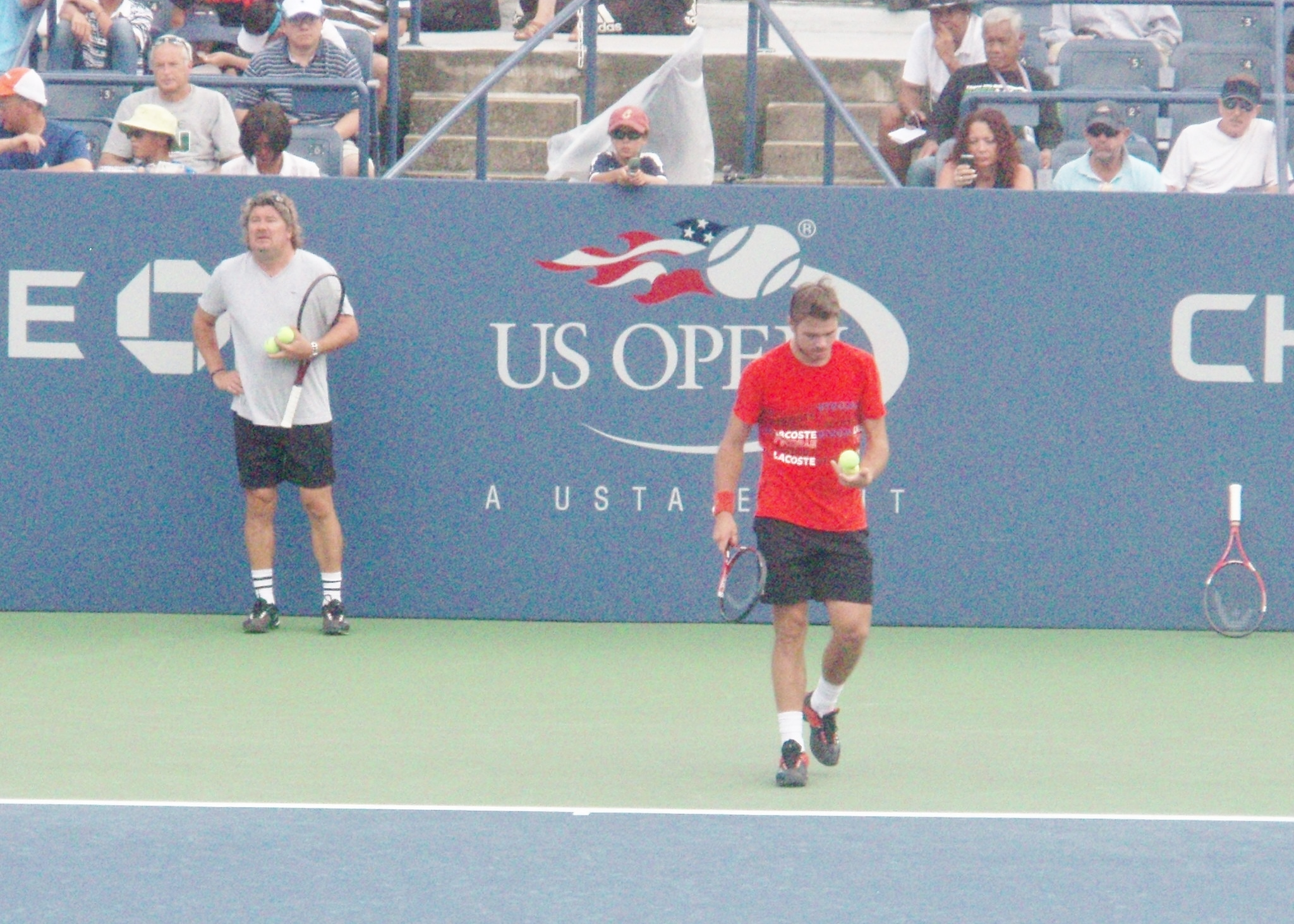
Лундгрен (слева) как тренер Стэна Вавринки (2011 год)

С 1996 года начал работать как тренер с чилийским теннисистом Марсело Риосом, который за время их сотрудничества вошёл в десятку сильнейших игроков мира. С 1987 года тренировал в юношеской теннисной академии Федерации тенниса Швейцарии и с ноября 2000 по конец 2003 года был личным тренером Роджера Федерера, который за это время выиграл десять турниров, включая свой первый титул на Уимблдоне 2003 года. Как объяснял Федерер, их сотрудничество закончилось, когда исчерпало свой потенциал, стало рутинным и задерживало его дальнейшее развитие как игрока.
После расставания с Федерером Лундгрен стал тренером российского теннисиста Марата Сафина. Основная работа заключалась в улучшении игры у сетки, которой Сафин к началу сотрудничества владел слабо. Результатов удалось добиться к Открытому чемпионату Австралии 2005 года, за который Сафин выходил к сетке больше 80 раз и вышел победителем более чем в 80 % этих розыгрышей мяча. Сафин, к концу 2003 года опустившийся в рейтинге до 77-й позиции, выиграл с помощью Лундгрена четыре турнира, в том числе став победителем двух турниров Мастерс и Открытого чемпионата Австралии, где в полуфинале обыграл Федерера.
В сентябре 2006 года Лундгрен был назначен тренером сборной Великобритании в Кубке Дэвиса, с которой работал до августа 2008 года, одновременно персонально тренируя одного из её игроков Алекса Богдановича. В дальнейшем тренировал таких теннисистов как Маркос Багдатис, Григор Димитров, Стэн Вавринка и Даниэла Гантухова.
Умер 23 августа 2024 года в возрасте 59 лет.